# Палёная гора (Нейво-Рудянка)
Палёная гора — гора со скальными выходами в посёлке Нейво-Рудянка Свердловской области России.

## География
Палёная гора расположена в крайних северо-западных частях Верх-Исетского гранитного массива Среднего Урала, приблизительно в 20 км к востоку от Уральского хребта.
Палёная гора находится в посёлке Нейво-Рудянка, на северо-восточном берегу Рудянского пруда. Гора вытянута почти на 300 метров с юга-юго-запада на север-северо-восток и представляет собой вершину с выходами гранитных скал. К востоку от горы расположено несколько маленьких водоёмов-прудов. Гору окружают две рудянские улицы: Станционная (с юга и запада) и Палёная гора (с севера и востока). Рядом с горой находятся промплощадка Уральского лесохимического завода и железнодорожная станция Нейво-Рудянская. С горы открывается вид на посёлок и пруд.

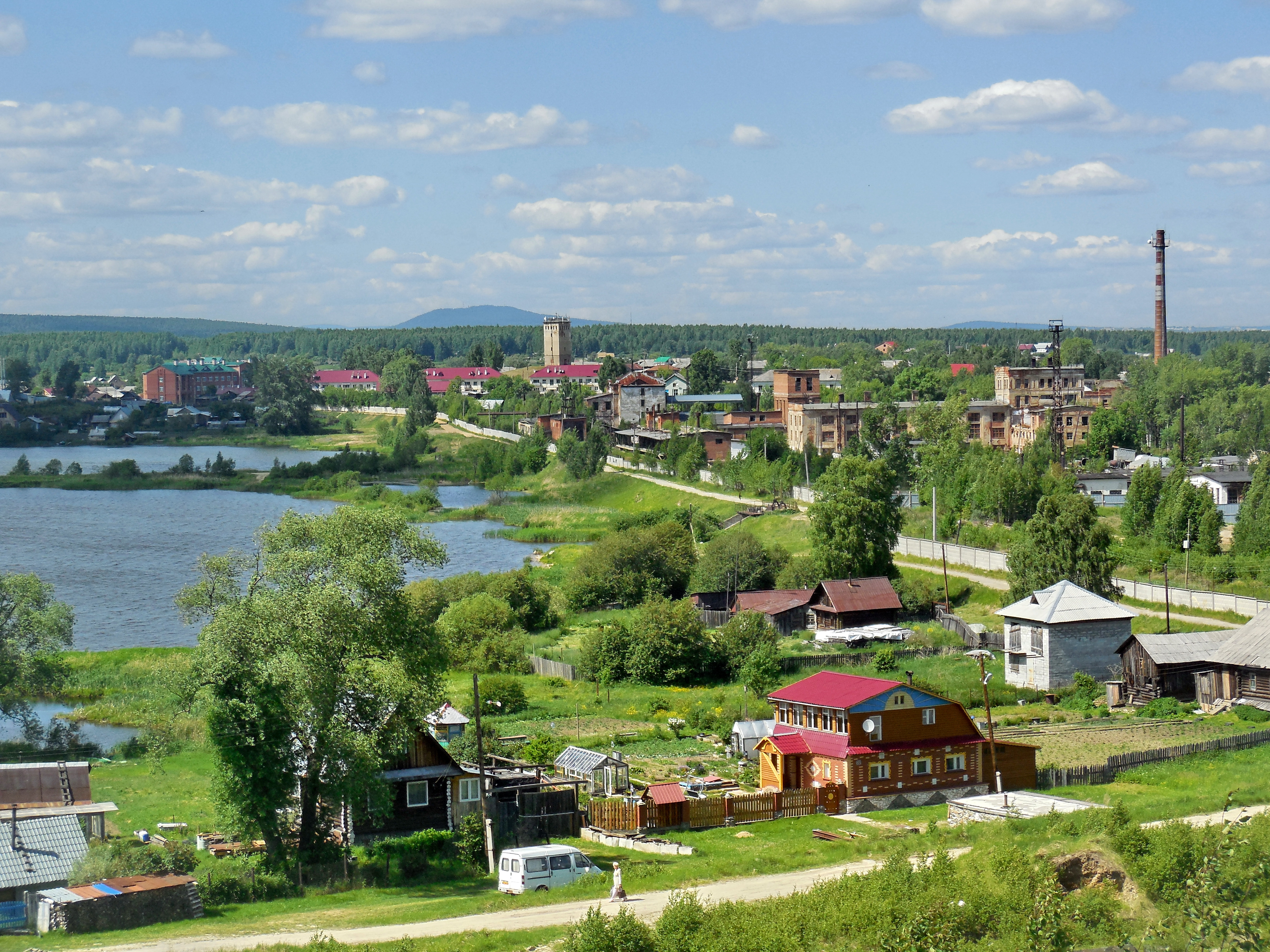
Вид с Палёной горы на центр посёлка

## Полезные ископаемые
Палёная гора является местом добычи полезных ископаемых. Здесь расположено Нейво-Рудянское месторождение известняка. Мраморизированные известняки встречаются тёмно-серого, серого и белого цветов. Химический состав известняков: CaO — 53,7 %, SiO2 — 1,5 %, Al2O3 — 0,8 %, Fe2O3 — 1,1 %.
Отчёт по разведке месторождения был составлен в 1958 году с подсчётом запасов известкового завода Уралэнергостроя.